# Fitbit
Fitbit est une société américaine fondée en 2007 qui conçoit, développe et commercialise des moniteurs d'activité physique et autres objets connectés.
Elle aurait vendu plus de 20 millions de moniteurs d'activité physique depuis sa création.

## Histoire
La société est cotée en Bourse depuis juin 2015. À son entrée, le titre Fitbit coûte 20 dollars.
En 2017, face à la concurrence d'Apple, les ventes de l'enseigne ont chuté de 32%.
En novembre 2019, la société mère de Google, Alphabet annonce le rachat de Fitbit pour 2,1 milliards de dollars. Ce rachat est examiné par la Commission Européenne dans le cadre d'une "enquête approfondie" lancée en août 2020,. 
Finalement le rachat est validé fin 2020 par la Commission européenne mais sous certaines conditions. Par exemple les données de santé des utilisateurs européenne ne pourrons être utilisées pour du ciblage publicitaire et cela pendant au moins 10 ans.

## Actionnaires
Liste des principaux actionnaires au 14 octobre 2021.
| DNB Asset Management                               | 10,4% |
| The Vanguard Group                                 | 9,08% |
| Goldman Sachs & Co. (Private Banking)              | 4,96% |
| Magnetar Financial                                 | 4,08% |
| Fidelity Investments Canada                        | 4,00% |
| UBS O'Connor                                       | 3,92% |
| Alpine Associates Management                       | 3,73% |
| BlackRock Fund Advisors                            | 2,97% |
| Foundry Group                                      | 2,78% |
| State Street Global Advisors (en) Funds Management | 2,58% |

## Produits

### moniteur d'activité physique
- Fitbit Ultra, Fitbit One, Fitbit Zip, Fitbit Flex, Fitbit Flex 2, Fitbit Force, Fitbit Charge, Fitbit Charge 2, Fitbit Charge HR, Fitbit Blaze, Fitbit Surge, Fitbit Alta, Fitbit Alta HR, Fitbit Ionic, Fitbit Versa, Fitbit Charge 3, Fitbit Charge 4
- Fitbit Aria (pèse-personne)
- Fitbit Flyer (écouteurs Bluetooth)

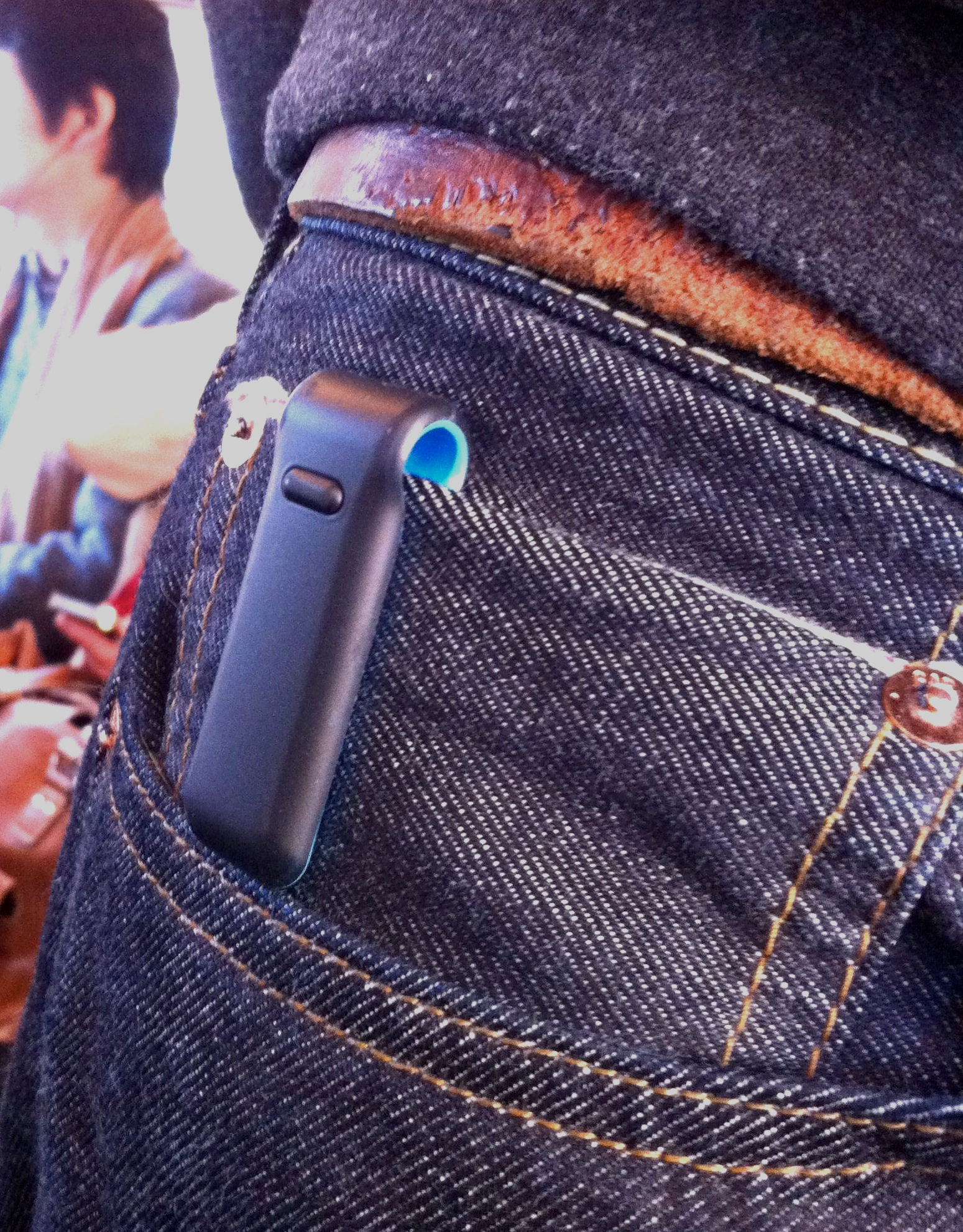
Fitbit Ultra
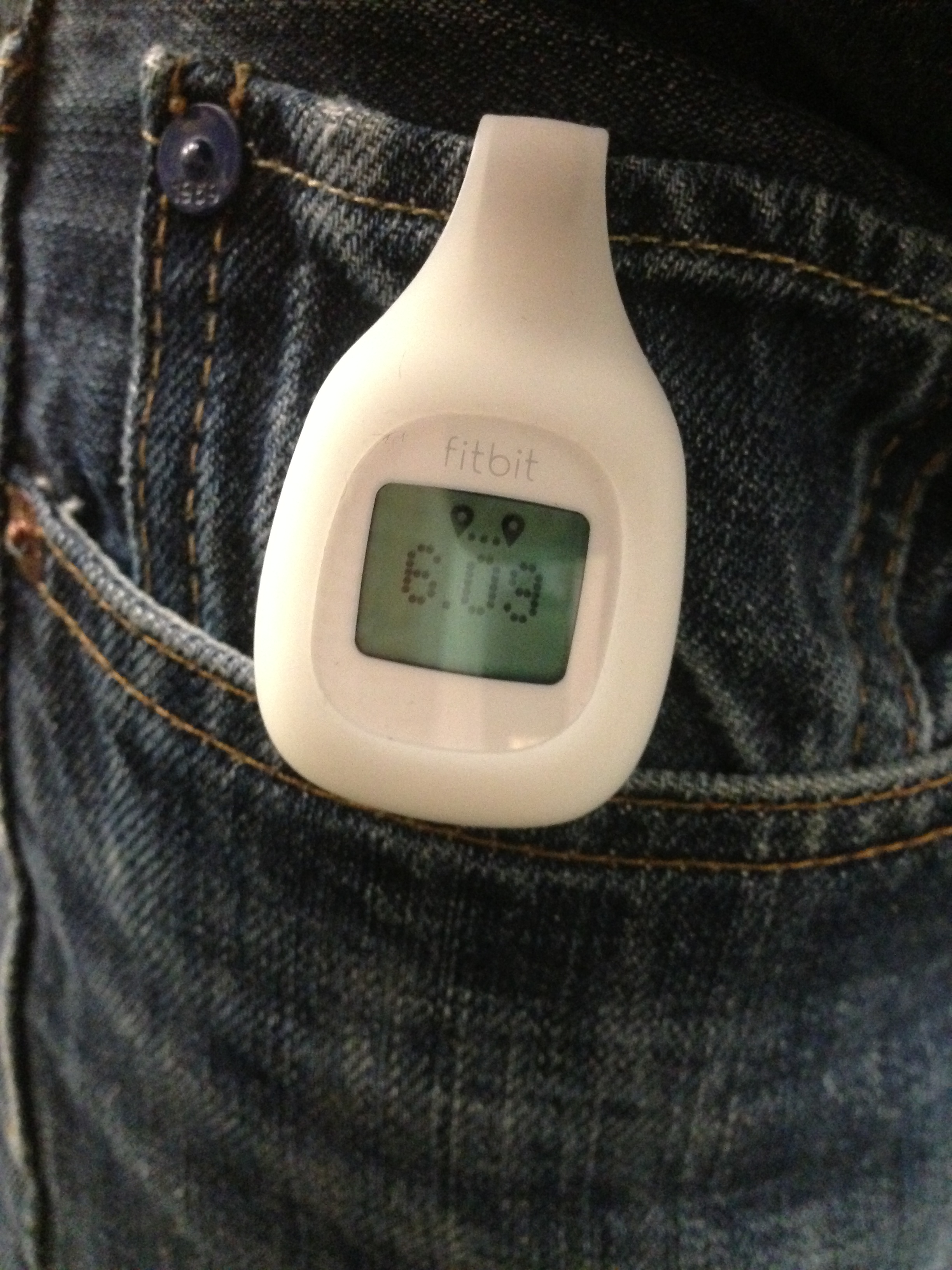
Fitbit Zip
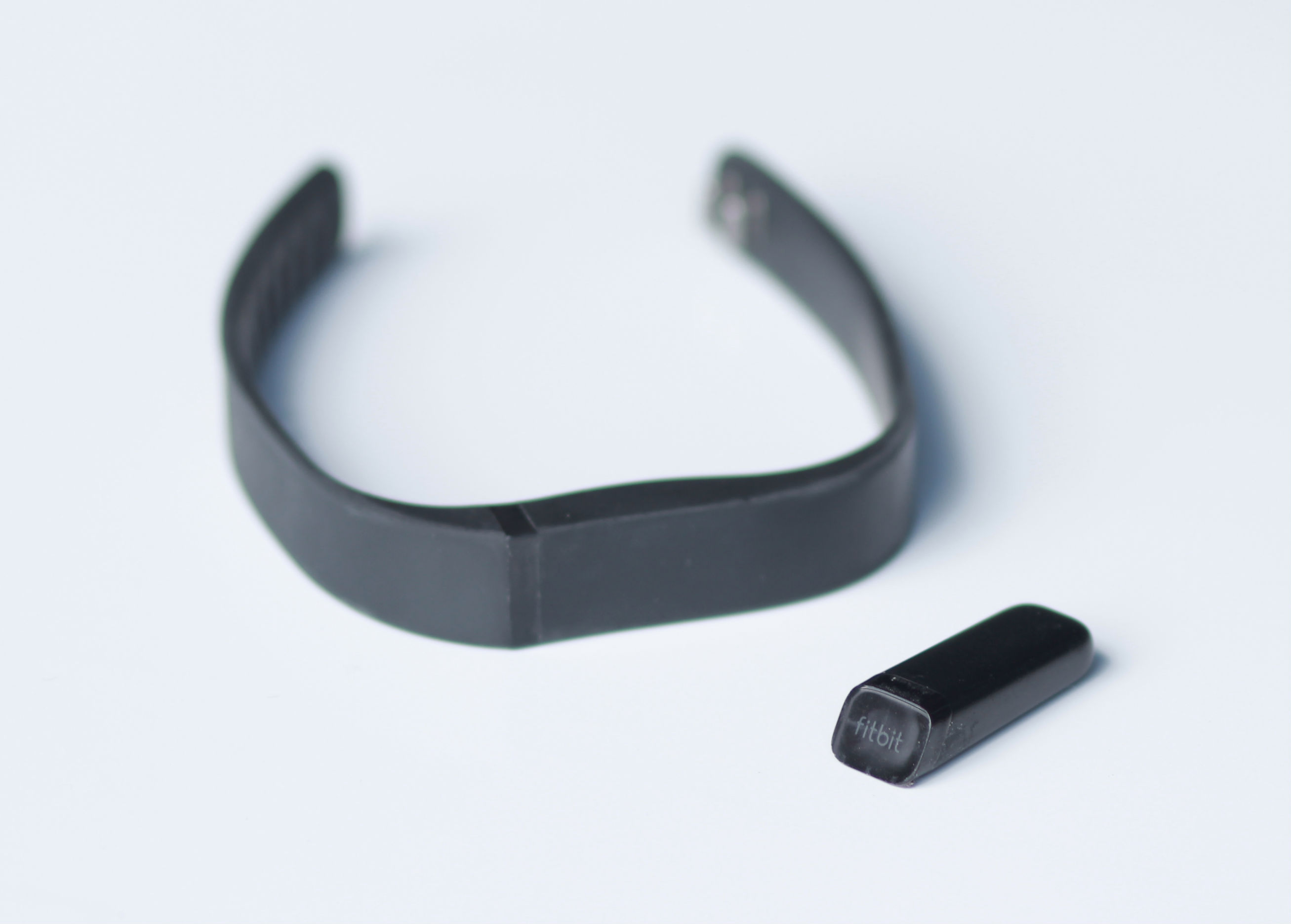
Fitbit Flex
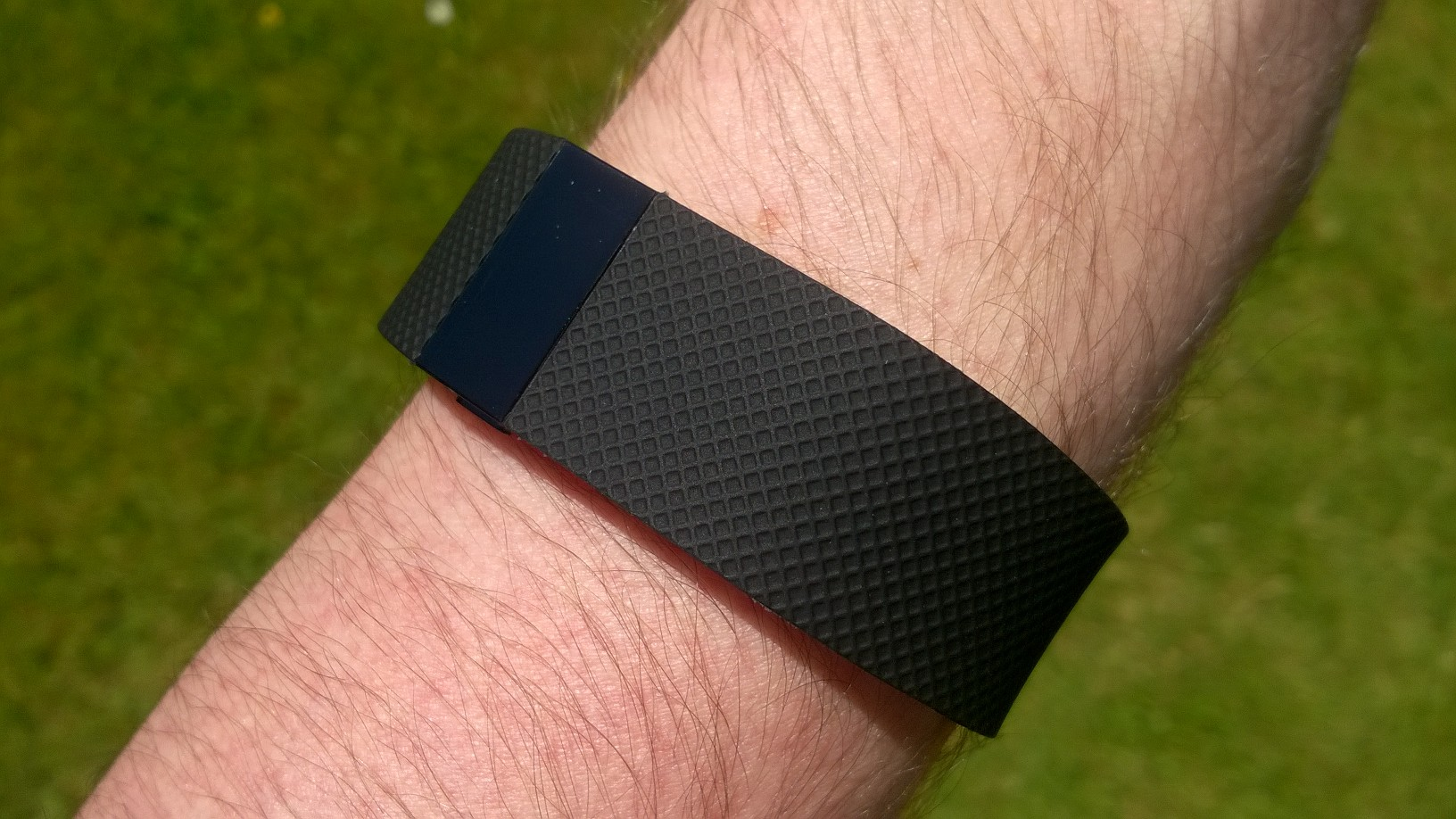
Fitbit Charge HR

## Partenariats
En 2013, Fitbit signe un partenariat avec l'assureur Humana pour subventionner une partie du prix de ces capteurs d'activité. Plus récemment, un autre partenariat est signé avec le premier groupe d'assurance santé aux États-Unis, UnitedHealth.
En 2017, Fitbit s'associe avec l'équipe NBA des Minnesotta Timberwolves, et devient leur sponsor maillot. En outre, la technologie Fitbit est mise à disposition du staff technique, afin de tester de nouveaux usages pour le suivi fitness et la gestion du sommeil,.

## Principaux concurrents
- AppleWatch
- Jawbone (company) (en)
- Withings